# Stéaryl-CoA 9-désaturase
La stéaryl-CoA 9-désaturase (SCD) est une oxydoréductase qui introduit une double liaison entre les atomes de carbone n° 9 et 10 de la chaîne aliphatique de l'acide stéarique pour former de l'acide oléique :
Stéaryl-CoA + 2 ferrocytochrome b5 + O2 + 2 H+  {\displaystyle \rightleftharpoons }  oléyl-CoA + 2 ferricytochrome b5 + 2 H2O.
Cette enzyme catalyse une étape limitante dans la biosynthèse des acides gras insaturés. Le rapport de concentration entre l'acide stéarique, saturé, et l'acide oléique, insaturé, a été impliqué dans la régulation du développement et de la différenciation cellulaires à travers ses effets sur la fluidité de la membrane plasmique, qui module la transduction de signal et donc la réponse des cellules aux messages reçus par voie de signalisation cellulaire.